# Seznam nizozemskih smučarjev
Seznam nizozemskih smučarjev.

## D
- Mandy Dirkzwager

## H
- Marvin Van Heek
- Michelle van Herwerden

## J
- Adriana Jelinkova (češ.-niz.)

## M
- Maarten Meiners

## T
- Steven Théolier

## W
- Arjan Wanders
- Steffan Winkelhorst